# Wróbel krótkopalcowy
Wróbel krótkopalcowy (Carpospiza brachydactyla) – gatunek małego ptaka z rodziny wróbli (Passeridae). Po raz pierwszy został opisany w 1850 przez Karola Lucjana Bonaparte (bratanka Napoleona Bonaparte). Gatunek słabo poznany. Jest to ptak pozbawiony cech charakterystycznych, głównie barwy piaskowej. Długość ciała wynosi 13,5–14,5 cm, masa ciała 21–25 g. Rozpiętość skrzydeł: 27–30 cm. Nie występuje dymorfizm płciowy. Pożywieniem wróbli krótkopalcowych są różnorodne nasiona, zjadają również zielone części roślin. Zarówno dla młodych, jak i dorosłych w sezonie lęgowym podstawą pożywienia są owady, chwytane zarówno w locie, jak i zbierane z liści. Żeruje na terenach kamienistych, piaszczystych oraz w winnicach. Samica znosi od 3 do 6 jaj, które wysiaduje sama. Karmieniem młodych zajmują się oba ptaki z pary. Inkubacja trwa 14–16 dni. Młode stają się niezależne po około 20–27 dniach. Nie jest jasne, kiedy zaczynają żerować samodzielnie. Wróbel krótkopalcowy występuje od Turcji poprzez Bliski Wschód po Turkmenistan i zachodni Afganistan. Nie jest zagrożony wyginięciem.

## Taksonomia
Po raz pierwszy gatunek opisał Karol Lucjan Bonaparte. Opis ukazał się w 1850 w pierwszym tomie Conspectus generum avium. Holotyp pochodził z miasta Al-Kunfuza w Arabii Saudyjskiej; Bonaparte zapisał nazwę jako Arabia, Abissynia. Autor nadał nowemu gatunkowi nazwę Petronia brachydactyla. Już wcześniej Hemprich i Ehrenberg odkryli ten gatunek w Arabii; nadali mu nazwę Fringilla brachydactyla, nie dołączyli jednak żadnego opisu.
Niektórzy autorzy podtrzymują klasyfikację wróbla krótkopalcowego w rodzaju Petronia. Wróbel krótkopalcowy nie przypomina jednak przedstawicieli Petronia lub niedawno ponownie uznanego rodzaju Gymnoris głosem, morfologią i zachowaniem. Budowa żuchwy, aparatu gnykowo-językowego i budowa czaszki wskazują na to, że wróbel krótkopalcowy to relikt w procesie radiacji u wróbli (Passeridae), trznadlowatych (Emberizidae) lub łuszczaków (Fringillidae). Biologią rozrodu (barwa i znakowanie skorupki jaja, wygląd zajadów) bardziej przypominają łuszczaki. Budowa aparatu gnykowo-językowego wskazuje jednak na przynależność do wróblowatych – podobnie jak inni przedstawiciele tej rodziny, wróbel krótkopalcowy ma znacznie powiększony mięsień musculus hypoglossus anterior oraz ma kość preglossale na końcu języka. Kość ta została opisana w 1978 jako właściwa przedstawicielom Passer. Właściwa klasyfikacja gatunku wymaga badań DNA.
Niemiecki ornitolog i odkrywca Johann Wilhelm von Müller wydzielił wróbla krótkopalcowego do osobnego rodzaju Carpospiza. Swoje spostrzeżenia zamieścił w dziele Description de nouveaux oiseaux d'Afrique découverts et dessinés d’après nature, o którym informacje ukazywały się w częściach na łamach Journal für Ornithologie. Do opisu załączona była tablica barwna oznaczona numerem 10. Autor nadał gatunkowi nazwę Carpospiza longipennis. Obecnie (2016) Międzynarodowy Komitet Ornitologiczny umieszcza wróbla krótkopalcowego w monotypowym rodzaju Carpospiza.
Gatunek monotypowy. Anton Reichenow w 1916 opisał nowy podgatunek Carpospiza brachydactyla psammochroa. Jako typowe miejsce występowania podał Sarhad w irańskiej części dawnego Beludżystanu. Ptaki tego podgatunku miały być jaśniejsze i większe od ptaków podgatunku nominatywnego. Ptak zbadany przez Reichenowa był niewątpliwie dużym okazem (długość skrzydła 98 mm), jednakże takowe zdarzają się w dowolnym miejscu zasięgu, a jasna barwa upierzenia mogła wynikać z młodego wieku ptaka, który dopiero co opierzył się.

### Nazewnictwo
Nazwa rodzajowa Carpospiza pochodzi od dwóch greckich słów: karpos – nadgarstek i spiza – zięba. Epitet gatunkowy brachydactyla pochodzi od greckiego brakhudaktulos (βραχυδακτυλος), oznaczającego dosłownie o krótkich palcach (brakhus – krótki, daktulos – palec).

## Morfologia

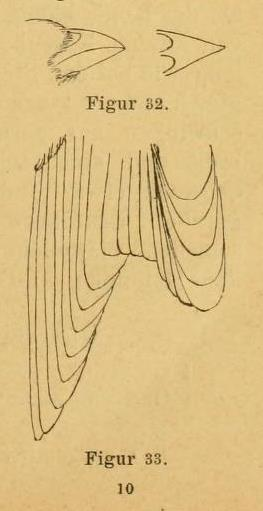
Szczegółowy wygląd dzioba i skrzydła

Długość ciała wynosi 13,5–14,5 cm, masa ciała 21–25 g. Rozpiętość skrzydeł: 27–30 cm. Wymiary szczegółowe w milimetrach:
|                     | Długość skrzydła | D. ogona | D. dzioba |
| ------------------- | ---------------- | -------- | --------- |
| 25 ♂, zachodni Iran | 90–102           | 42–52    | 12,5–13,5 |
| 15 ♂, Syria i Liban | 93–98,5          | 46–52    | 12,5–13,5 |

Według autora Finches and Sparrows długość skrzydła u samca wynosi 90–102 mm, samicy – 86–94 mm, długość ogona 42–52 mm, a dzioba – 12,5–13,5 mm (autor nie podał liczby zbadanych osobników). Ernst Hartert podaje nieco niższą wartość maksymalną dla długości ogona (do 55 mm) i niższą wartość minimalną dla długości dzioba (od 11 mm). Długość środkowego palca wraz z pazurem u 10 osobników: 16,3–18,5 mm.
Nie występuje dymorfizm płciowy w upierzeniu. Wróbel krótkopalcowy to pozbawiony cech charakterystycznych, głównie piaskowy ptak. Przy złożonym skrzydle jego końce niemal sięgają końców ogona. Pióra od czoła po kark mają barwę jasnopiaskową lub piaskowoszarą. Jasna lub płowopiaskowa brew jest słabo zarysowana. Barwa brwi zależy od stanu upierzenia – jest jasnoizabelowata w świeżym upierzeniu, biała w znoszonym. Niższą część kantarka po obszar pod okiem również porastają pióra płowopiaskowe; dzięki temu ciemna tęczówka uzyskuje jasną otoczkę. Policzek i pokrywy uszne szarobrązowe lub jaśniejsze. Występuje płowobrązowy wąs, pod nim jasnopłowy pas; pasek przyżuchwowy ciemniejszy. Grzbiet, barkówki i kuper identycznej barwy, co wierzch głowy i kark, jedynie pokrywy nadogonowe nieco ciemniejsze lub bardziej brązowe. Ogon ciemny, szarobrązowy, z jaśniejszą lub płowobiałą końcówką i płową krawędzią. Sterówki od spodu jaśniejsze. Pokrywy skrzydłowe mniejsze nie odstają kolorystyką od wierzchu ciała. Pokrywy skrzydłowe średnie u nasady ciemne lub brązowe, zakończone płowo. Pokrywy skrzydłowe większe podobne, mają jednak cienkie płowe krawędzie i szersze, jasne końcówki; tworzą podwójny pasek skrzydłowy. Skrzydełko ciemnobrązowe. Pokrywy pierwszorzędowe jasne, płowe, z ciemniejszymi krawędziami i końcówkami. Lotki ciemnobrązowe, delikatnie obrzeżone jaśniejszym kolorem lub piaskowopłowym, szerzej na lotkach II i II rzędu (przy złożonym skrzydle zdaje się to być jednolitym jasnym polem). Broda i gardło białawe lub jasnopłowe. Pokrywy podogonowe białe. Dziób mocny, barwy kremowej lub jasnopiaskowej, przypomina nieco ten skowronka; wyraźnie zaznaczona jest wygięta górna krawędź dzioba. Nogi pomarańczowobrązowe, o różnym nasileniu tej barwy. Tęczówka brązowa lub ciemnobrązowa.
Jedynym podobnym do wróbla krótkopalcowego ptakiem jest samica wróbla żółtogardłego (Petronia xanthocollis) lub młodociany przedstawiciel tego gatunku; wróble żółtogardłe są jednak o około 10% mniejsze od krótkopalcowych. Osobnik zaobserwowany 2 października 2012 w Indiach miał bardzo jasne upierzenie; według niektórych osób, z którymi autor obserwacji się skontaktował (źródła jedynie in litteris), mógł być to ptak leucystyczny lub o wyjątkowo znoszonym upierzeniu. W zimie, tuż po opierzeniu, upierzenie zdaje się być ciemniejsze lub bardziej piaskowobrązowe. Młodociane są podobne do dorosłych, jednak jaśniejsze lub bardziej piaskowe. Prawdopodobnie pierzenie rozpoczyna się jeszcze na obszarach gniazdowania, trwa podczas wędrówki i kończy się na zimowiskach.

## Zasięg występowania
Wróble krótkopalcowe lęgną się w południowo-wschodniej Turcji, na północnym Bliskim Wschodzie (Syria, Liban, na południe po górę Hermon), nieregularnie w Arabii Saudyjskiej i Zjednoczonych Emiratach Arabskich, Armenii na wschód po Iran, Turkmenistan i zachodni Afganistan. W Libanie gniazdują jedynie w paśmie Antyliban. W Izraelu jedyne stanowiska lęgowe mieszczą się na górze Hermon. W Armenii (lęgowy) stwierdzany na wysokości 700–2300 m n.p.m. Według Harterta w górach południowo-zachodniego Iranu (wówczas: Persji) ptaki tego gatunku można spotkać do wysokości 2400 m n.p.m. W Jordanii w 2010 zlokalizowano jednoznacznie tereny lęgowe; mieściły się na wysokości około 600 m n.p.m. Na górze Hermon rozród stwierdzono na wysokości 1100–1800 m n.p.m.
Gatunek wędrowny. Z terenów lęgowych wróble krótkopalcowe wędrują na południe lub południowy zachód; zimowiska znajdują się w południowym Iraku (okazjonalnie w południowym Izraelu i na Synaju), w zachodniej Arabii Saudyjskiej, Etiopii, Erytrei i Sudanie na południe do około 12°N, na wschód do 31°E. W Etiopii bywał odnotowywany na wysokości 380–520 m n.p.m., głównie w dolnym biegu rzeki Auasz, na południe do 9 °N. W Erytrei od poziomu morza do 640 m n.p.m. w Agordat i 1394 m n.p.m. w Keren, przeważnie jednak poniżej 300 m n.p.m.; między 15° a 17°30′ N.
W Erytrei ptaki tego gatunku przebywają od grudnia do marca. Podczas wędrówek wróble krótkopalcowe przelatują przez Irak, Jordanię, Zjednoczone Emiraty Arabskie i Oman. Sześć razy stwierdzany w Egipcie (stan w 2010), zalatuje również do Dagestanu (raz według stanu wiedzy z 1998) i Jemenu, w trakcie wędrówek również do Dżibuti. Według checklisty BirdLife International na lata 2006–2011 wróbel krótkopalcowy był 13 razy stwierdzany na Cyprze – wyłącznie w 2008. Przypuszczalnie przedstawiciele gatunku występują w zachodnim Pakistanie, jednak przynajmniej do 2012 nie obserwowano ich tam. 2 października 2012 w Manipal w indyjskim stanie Karnataka zaobserwowano wróbla krótkopalcowego; wcześniej przedstawicieli gatunku obserwowano w Indiach jedynie dwukrotnie, w obydwu przypadkach na początku 2012 – po raz pierwszy 15 lutego tamtego roku. Możliwe, że ptaki gniazdujące na wschodnich rubieżach zasięgu zimowały na subkontynencie indyjskim, ale zostały wcześniej po prostu przeoczone. W Jemenie ptaki te nieregularnie lęgną się, co początkowo wnioskowano na podstawie obecności śpiewających samców. Wiosną 2010 stwierdzono lęgi – zlokalizowano 12 gniazd i ponad 45 osobników, w tym wiele śpiewających samców).

## Ekologia i zachowanie

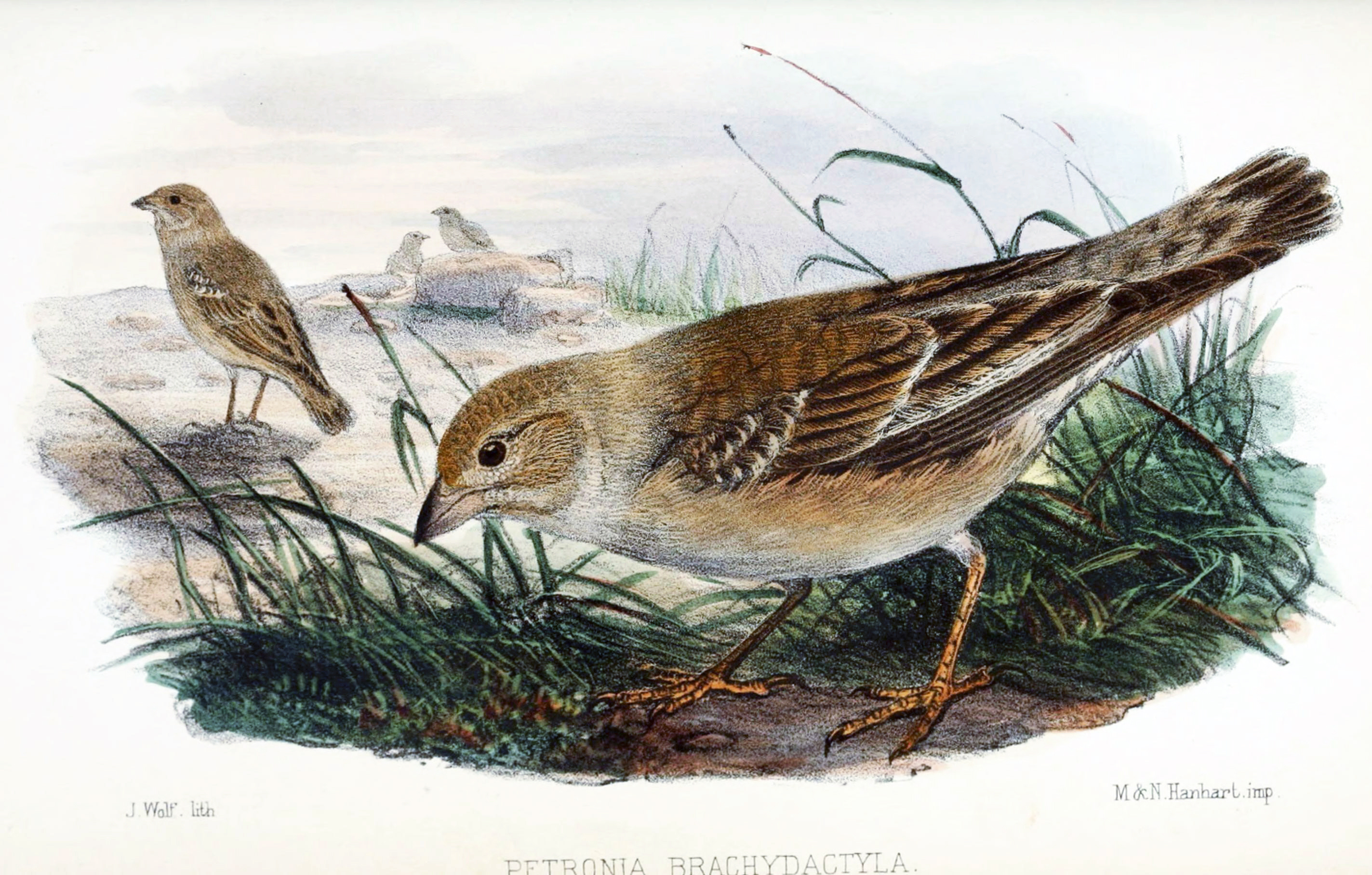
Ilustracja z 1868

Gatunek słabo poznany; niewiele jest też informacji o preferowanym środowisku w miejscach rozrodu. Jedyny wydany do 2005 artykuł poświęcony ekologii gatunku skupiał się na rozwoju piskląt. Środowiskiem życia gatunku są trawiaste równiny i zbocza z wychodniami skalnymi, również suche, kamieniste półpustynie i uedy, obszary górskie. Często spotykany na jałowych zboczach wąwozów, zaroślach pistacji (Pistacia). W Izraelu na stanowiskach lęgowych na górze Hermon występują krzewy o wysokości do 1,3 m. W trakcie gorętszej pory dnia kryje się w cieniu, podczas chłodniejszej żeruje na ziemi lub przesiaduje na trawach i krzewach (np. dzikich migdałowcach) lub ścianach opuszczonych glinianych domków. Podczas zimowania zamieszkują bardziej otwarte tereny, również uprawne. W trakcie migracji ptaki w Izraelu przebywają na polach uprawnych lub kamienistych albo trawiastych równinach. Wróble krótkopalcowe wędrują głównie nocą. W niektórych obszarach pojawia się licznie, gdy pojawiają się nasiona prosa. Zwykle przedstawiciele C. brachydactyla pojawiają się w parach lub luźnych stadach; gniazdują w półkoloniach, poza sezonem lęgowym mogą tworzyć stada liczące kilkaset osobników.
Pożywieniem wróbli krótkopalcowych są różnorodne nasiona – np. manneczki (Eleusine), wiechliny (Poa) i cibory (Cyperus), również roślin uprawnych (jak proso i sorgo). Zjada również zielone części roślin – w Armenii obserwowano w maju ptaki jedzące liście, kwiaty i pączki ostrożnia (Cirsium), sparcety (Onobrychis), mietelnika (Bassia scoparia) i Amblyopogon. Zarówno dla młodych jak i dorosłych w sezonie lęgowym podstawą pożywienia są owady, jak chrząszcze (Coleoptera) i prostoskrzydłe (Orthoptera). Owady łapią zarówno w locie, jak i zbierają je z liści. Żerują na terenach kamienistych, piaszczystych, w winnicach. Raz w Jordanii obserwowano ptaka żerującego na odchodach wielbłąda.

### Głos
Zawołanie przedstawicieli gatunku to wysokie, nosowe tłeee, złeee lub tłee-oo. W locie odzywają się również miękkim trylem lub wibrującym dźwiękiem. Pieśń to monotonne brzęczenie, przypominające głos cykady, potrzeszcza (Emberiza calandra); jest to wzrastający głos tss tss tss tseeeeeeei lub tee-zeeze-zeeezeeei. Pieśń opisywana również jako świszcząca, podobna do tej dzwońca (Chloris chloris), zaś z zakończeniem jak u trznadla zwyczajnego (Emberiza citrinella). Samce śpiewają siedząc na ziemi lub niskim krzewie, czasem siedząc na klifie lub, rzadziej, w locie.

### Lęgi
Do Turcji przybywają na początku lub w środku maja, okazjonalnie w kwietniu (najwcześniej stwierdzony 10 kwietnia). Odlatują przed końcem sierpnia. Mogą gniazdować w jednym miejscu w danym sezonie, ale już nie w następnym. W Jordanii w trakcie badań prowadzonych od maja do wczesnego czerwca większość gniazd była budowana lub ptaki dopiero co składały do nich jaja, jedynie w jednym z pięcioma jajami prawdopodobnie odbywało się już wysiadywanie. W Armenii budowanie gniazd odbywa się od początku maja do początku czerwca. W Izraelu gniazdują od końca maja do początku lipca. W Arabii Saudyjskiej stwierdzono gniazdo z pełnym zniesieniem i młode w środku marca. W Zjednoczonych Emiratach Arabskich znaleziono podloty w sierpniu. Jedno gniazdo w Omanie było budowane pod koniec lutego (zostało jednak opuszczone). Podczas kopulacji następuje jedynie jedna próba wejścia na samicę. Samo spółkowanie trwa kilka sekund; obserwowano je rankiem lub w środku dnia, jeszcze podczas budowy gniazd. Samiec po kopulacji może powrócić do śpiewania.
Badania na ptakach w dolinie Bekaa (Liban) wykazały, że zagęszczenie wróbli jest pozytywnie skorelowane z pokryciem ziemi drobnymi kamykami i ilością dostępnego odpowiedniego środowiska, a skorelowane negatywnie z liczbą drzew. Obecność wróbli na danym terenie zależała również od temperatury i obecności na danym terenie prostoskrzydłych i chrząszczy. Gniazdują w luźnych koloniach.

#### Gniazdo
Gniazdo to otwarta, masywna półkula zbudowana z ciernistych gałązek, łodyg liści i traw, wyściełana puchem roślinnym – np. z ostrożnia (Cirsium), przegorzanu (Echinops), popłochu (Onopordum) – główkami kwiatowymi (m.in. szaroty, Gnaphalium, bylicy, Artemisia, Atraphaxis, smagliczki, Alyssum), trawami, miękkimi liśćmi, łuskami cebulek roślinnych i sierścią. Buduje je wyłącznie samica, okazjonalnie w towarzystwie samca podczas zbierania materiału. Budowa gniazda zajmuje 4–5 dni. Końcowy efekt przypomina gniazdo dziwonii (Carpodacus erythrinus) lub gilaka pustynnego (Bucanetes githagineus). Niektóre gniazda są małe i starannie uwite, w innych na obrzeżu gniazda znajdują się długie (do 30 cm) gałązki odstające we wszystkich kierunkach. 14 gniazd z Armenii miało zewnętrzną średnicę od 10,1 do 15,5 cm, wewnętrzną – 5,9–8,1 cm, a głębokość 4,6–5,8 cm. Spotykane są jednak gniazda głębokie zaledwie na 2 centymetry.
Gniazdo umieszczone może być na krzewie, ale i w szczelinie skalnej lub otworze budynku; stare doniesienia o gniazdach w takich miejscach wymagają jednak potwierdzenia. Każde z 12 gniazd odnalezionych w Jordanii w 2010 znajdowało się na niskim krzewie od 2 do 40 cm nad ziemią. Były to rośliny kolczaste – Astragalus spinosus (8 gniazd), przegorzan (Echinops; 2 gniazda), Achillea fragrantissima i heliotrop (Heliotropium) – po 1 gnieździe.

#### Jaja i młode
W zniesieniu od 3 do 6 jaj. Składane są wcześnie rano. Trzy jaja z Syrii, w kolekcji Muzeum Brytyjskiego, mają wymiary 19–20 na 13–14,5 mm. 46 jaj z Armenii miało wymiary 17,8–22,5 na 14,1–16,5 mm i masę 1,4–2,9 g. Skorupka jaja ma barwę białą, rzadko z różowym nalotem; pokrywają ją plamki lub krótkie kreski koloru od czarnego po czerwonobrązowego. Składanie jaj rozpoczyna się już po ukończeni budowy gniazda.
Samica wysiaduje sama, karmieniem młodych zajmują się oba ptaki z pary. Inkubacja trwa 14–16 dni (dane z 5 lęgów). Podczas wysiadywania samica siedzi na jajach przez 30–45 minut z przerwami 5–25 minut. W razie niesprzyjającej pogody samica może nie schodzić z jaj przez 2 godziny. Po wykluciu się młode mają żółte wnętrze dzioba, zajady nie są dobrze widoczne. Po 4–7 dniach życia naga skóra na dziobie i nogach jest różowa, sam dziób ma lekko niebieskawe zabarwienie. Według znanych doniesień młode mają być w pełni opierzone po 11–12 lub 14–16 dniach. Stają się niezależne po około 20–27 dniach. Nie jest jasne, kiedy młode zaczynają żerować samodzielnie. Pewien odchowany w niewoli osobnik zaczął pobierać pokarm sam po 27 dniach życia.

## Status i zagrożenia
IUCN uznaje wróbla krótkopalcowego za gatunek najmniejszej troski (LC, Least Concern) nieprzerwanie od 1988 (stan w 2020). Trend liczebności populacji uznawany jest za stabilny. BirdLife International wymienia 19 ostoi ptaków IBA, gdzie występują wróble krótkopalcowe.
W Jordanii zaobserwowano dwa potencjalne naziemne drapieżniki, które mogłyby zagrażać wróblom krótkopalcowym: lisa rudego (Vulpes vulpes) i warana szarego (Varanus griseus). W Armenii spośród 14 obserwowanych gniazd 12 zostało splądrowanych przez lisy, gady i ptaki, pisklęta z jedynie dwóch lęgów dożyły opierzenia.